# 滑空爆弾
滑空爆弾 (英語: Glide bomb) とは飛行爆弾の一種である。

## 概要
滑空爆弾とは航空機から投射後、滑空しながら標的に命中する爆弾。一種の飛行爆弾であるが、ロケットモーターやジェットエンジンなどの動力は備えず動翼で方向を制御して標的に接近する。誘導装置を備えない通常の爆弾も滑空爆弾に含まれるが、本稿では誘導装置を備える物を扱う。近年の精密誘導兵器にはこの種の物が複数あり、レーザー誘導や衛星誘導、赤外線誘導、テレビジョン誘導等、複数の方式がある。

## 歴史
第二次世界大戦中にフリッツXやヘンシェル Hs 293等が実践に投入された。日本では無線操縦式のイ号一型甲無線誘導弾やイ号一型乙無線誘導弾、赤外線誘導式のケ号爆弾、音響誘導式のイ号一型丙自動追尾誘導弾の開発が進められたものの、実用化には至らなかった。
現代ではミサイルより安価ながら精密誘導が可能な誘導爆弾が空対地攻撃に利用されている。
2022年に始まったロシアによるウクライナ侵攻では、ロシア軍は開始後約3年間で5万発以上の滑空爆弾を使用している。

## 種類
複数の方式がある。

### 無線誘導
無線操縦によって着弾まで指令を送り続ける必要がある。命中精度は操作手の技量に依存する。

### 赤外線誘導
第二次世界大戦中にケ号爆弾として開発がすすめられたものの、赤外線探知装置の性能が不十分で浜名湖で試験が実施されたものの、実用化には至らなかった。その後、各国で開発がすすめられた。撃ち放しが可能で投射後、反転離脱が可能な反面、標的から放射される赤外線を探知するため、灼熱の砂漠地帯や火山地帯等では探知が困難で初期の赤外線誘導弾は晴れた夜間のみ有効だった。

### テレビジョン誘導
滑空弾の先端に設置されたテレビカメラから送信される画像を見ながら操作手が標的へ誘導する。着弾するまで常時誘導を続けなければならない。

### レーザー誘導
レーザー光を標的に照射するとレーザー光が円錐状に拡散するため、滑空弾の先端部のシーカーがそれを捉えて誘導する。霧等、天候条件では使用が困難になる。また、着弾まで常時照射を継続する必要がある。

### 衛星誘導
予め入力された座標へ衛星航法によって誘導される。撃ち放しが可能で投射後、反転離脱が可能、天候に左右されにくいなどの利点を持つ反面、標的が固定された物に限られ、柔軟性に欠ける。

## 一覧
アメリカ軍
GB-1をはじめとするGBシリーズ。
AGM-62 ウォールアイ
AGM-154 JSOW
　上記のような一部の滑空爆弾は、空対地ミサイルに分類されている。
GBU-39
GBU-53/B ストームブレイカー
　小直径爆弾。
JDAM-ER
　JDAMに展開式滑空翼を装着したもの。ウクライナ紛争 (2014年-)での使用が確認されている。
ロシア軍
ロシア版GPSのGLONASSで誘導される空対地ミサイルKAB-1500S-E、K029E (UPAB-1500B-E）、FAB-1500M-54
ドレーリ
- UMPK (bomb kit)（英語版） - ロシアの無誘導爆弾を滑空誘導爆弾にする改造キット。

ドイツ軍
第一次、二次世界大戦中、トルペドグライダー、BV 246、フリッツX
HOPE/HOSBO
フランス
- AASM (ミサイル) - Hammer(highly agile modular munition extended rangeの略)というバージョンがロケットモーター付き滑空爆弾[7]。

インド
DRDO Glide Bombs
パキスタン
Hシリーズ:H-2 SOW
Takbir bomb
中国
飛騰滑空誘導爆弾(中国語：飞腾精确制导炸弹、英語:FT PGB)
雷石滑空誘導爆弾(中国語：雷石滑翔制导炸弹、英語:LS PGB)